# سرزمین زامبی (بازی ویدئویی)
سرزمین زامبی(به ژاپنی: 暴れん坊天狗) یک بازی ویدئویی تیراندازی است که توسط شرکت کیز ساخته شده و توسط شرکت ملدک برای ان‌ای‌اس منتشر شده‌است.
در این بازی، یک سامورایی به ایالات متحده فرستاده میشود تا دارک سید (Darc Seed) را نابود کند. دارک سید یک موجود فضایی است که آمریکایی‌ها را تبدیل به زابمی کرده. سامورایی باید شمشیر شورا را پیدا کند و دارک سید و همرهانش را از بین ببردد.